# Wigwam

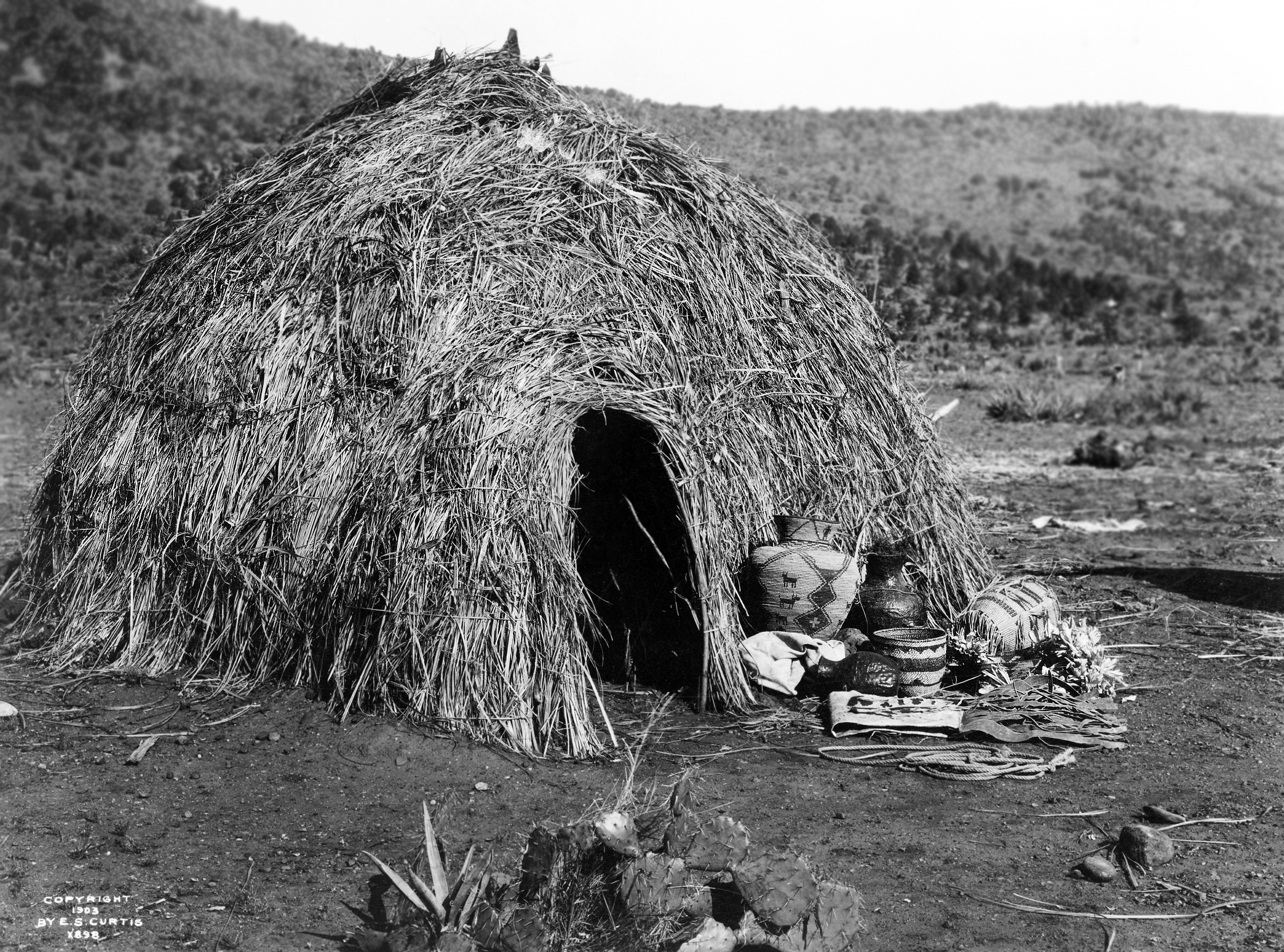
Wickiup Apache, di Edward S. Curtis, 1903

Un wigwam (pron. [ˈwiɡwam]), detto anche wickiup o wetu, è un'abitazione a forma di cupola usata un tempo da certe tribù native americane, e usata ancora oggi a scopo cerimoniale. Il termine wickiup si usava per indicare questi tipi di abitazioni nel Sudovest e nell'Ovest americano. Wigwam si applica di solito a queste strutture nel Nordest americano. Wetu è il termine wampanoag per un'abitazione simile a un wigwam. L'uso di questi termini da parte dei non Nativi americani è in qualche misura arbitrario e può riferirsi a molti tipi distinti di strutture dei Nativi americani, indipendentemente dalla localizzazione o dal gruppo culturale. Il wigwam non deve essere confuso con il tipi dei popoli delle pianure, che ha una costruzione, una struttura e un uso assai diversi.

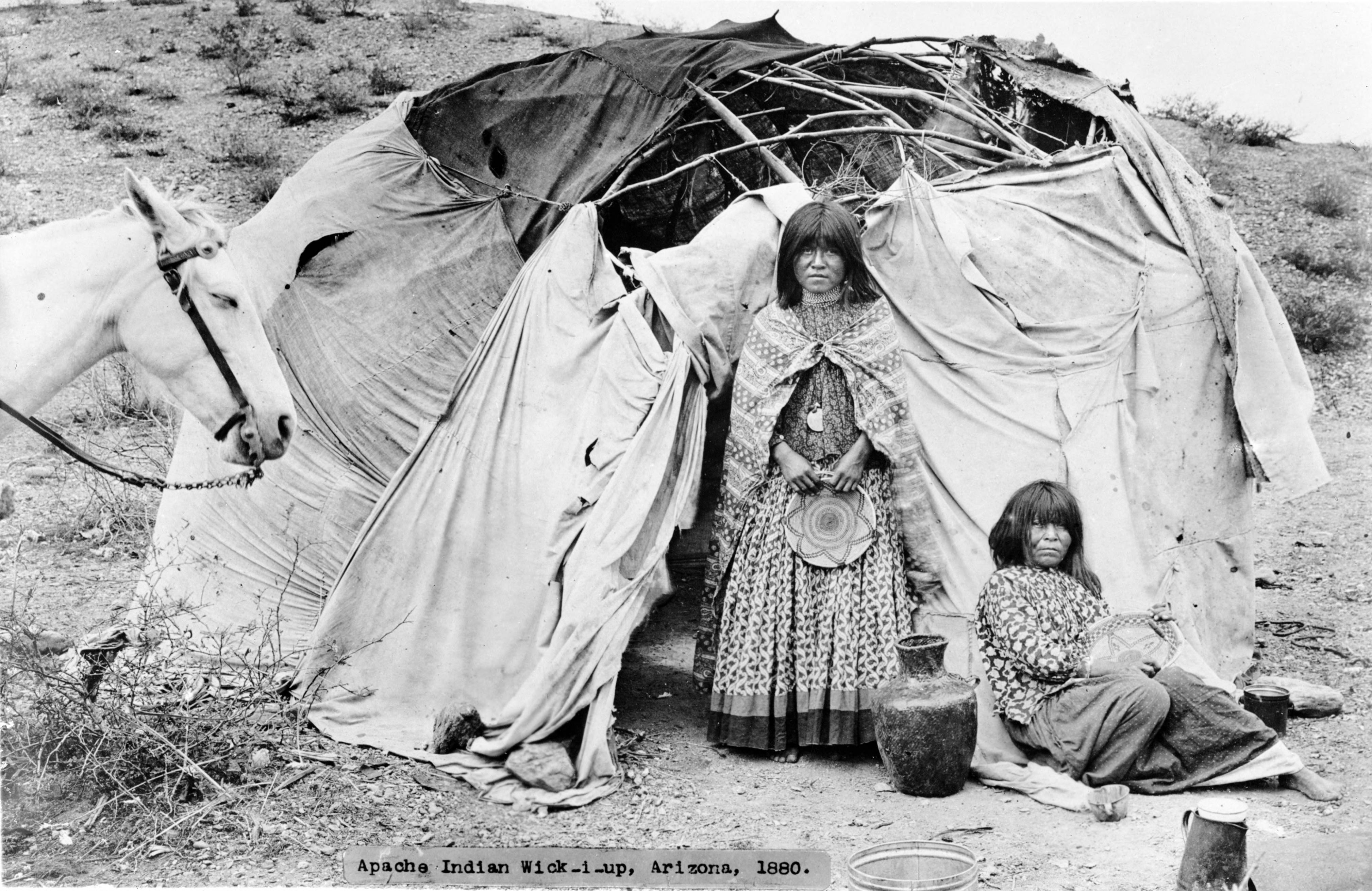
Wickiup apache

## Struttura

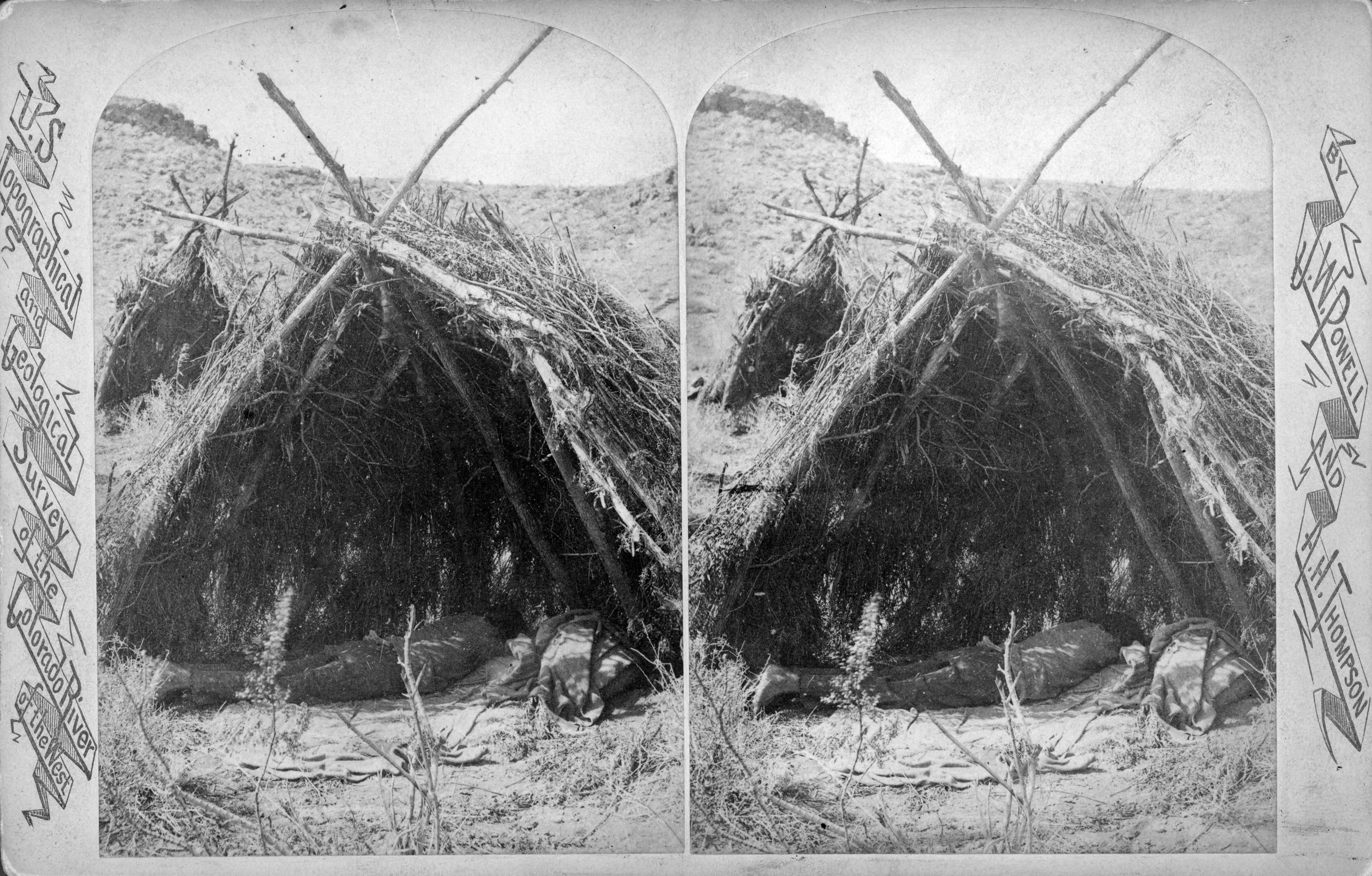
Wickiup paiute

Il rifugio a cupola, rotondo era usato da molte, diverse culture americane native. Le superfici curve lo rendevano un rifugio ideale per tutti i tipi di condizioni.
Queste strutture sono formate da un telaio di pali ad arco, molto spesso di legno, coperti di un qualche tipo di materiale. I dettagli di costruzione variano con la cultura e la disponibilità locale di materiali. Alcuni dei materiali di copertura utilizzati includono erba, sterpi, corteccia, vimini, stuoie, cannucce, pelli o stoffe.

### Wigwam del Nordest
I wigwam erano molto spesso strutture stagionali, sebbene il termine sia applicato a strutture rotonde e coniche costruite da gruppi nativi americani che erano più permanenti. I wigwam di solito richiedono più tempo per montarli dei tipi e i loro telai di solito non sono portatili come un tipi.

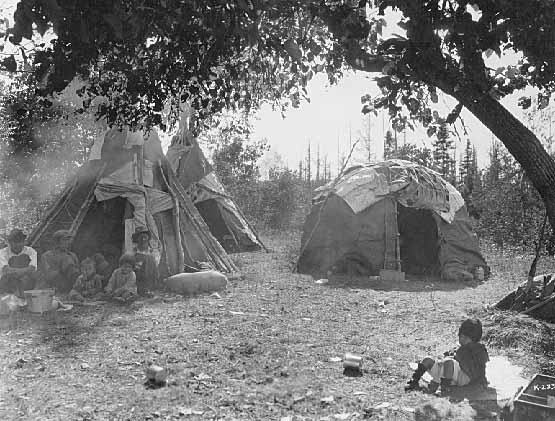
I wigwam ojibwe e i tipi in stile dakota, White Earth (Minnesota), 1928

Un tipico wigwam nel Nordest aveva una superficie curva che può resistere contro le peggiori condizioni meteorologiche. Venivano tagliati giovani arboscelli verdi praticamente di qualsiasi tipo di legno, lunghi da tre a quattro metri e mezzo circa. Questi arboscelli erano poi piegati tendendo il legno. Nel frattempo, sul terreno era tracciato un cerchio. Il diametro del cerchio variava da tre a cinque metri. Gli arboscelli piegati erano poi posti sul cerchio tracciati, usando gli arboscelli più alti al centro e quelli più corti sull'esterno. Gli arboscelli formavano archi sul cerchio tutti in un'unica direzione. La serie successiva di arboscelli era usata per avvolgerla intorno al wigwam per dare sostegno al riparo. Quando le due serie di arboscelli erano infine legate insieme, su di esse erano posti i lati e il tetto. I lati del wigwam erano di solito corteccia strappata dagli alberi. Il maschio della famiglia era responsabile dell'intelaiatura del wigwam.
Mary Rowlandson usa il termine wigwam in riferimento ai luoghi di dimora dei Nativi americani con i quali si trovava mentre era loro prigioniera durante la Guerra di Re Filippo nel 1675. Il termine wigwam è rimasto nell'uso comune inglese come sinonimo di qualsiasi "casa indiana"; tuttavia quest'uso è scorretto, poiché ci sono differenze note tra il wigwam e il tipi all'interno della comunità nativa americana.

### Wigwam dell'Ovest
I wickiup erano usati da diversi popoli indigeni del Gran Bacino, del Sudovest e della Costa Pacifica. Erano abitazioni con una sola stanza, a forma di cupola, con una gran quantità di variazioni in dimensioni, forma e materiali. Gli Acjachemen, un popolo indigeno della California, costruivano capanne a forma conica fatte con rami di salice coperti di sterpi o stuoie fatte di foglie di lisca lacustre. Noti come kiichas, i ripari temporanei erano utilizzati per dormire o come rifugio in caso di tempo inclemente. Quando un'abitazione raggiungeva la fine della sua vita pratica era semplicemente bruciata, e una sostituzione eretta al suo posto nel giro di una giornata.
Sotto vi è una descrizione dei wickiup chiricahua registrata dall'antropologo Morris Opler:

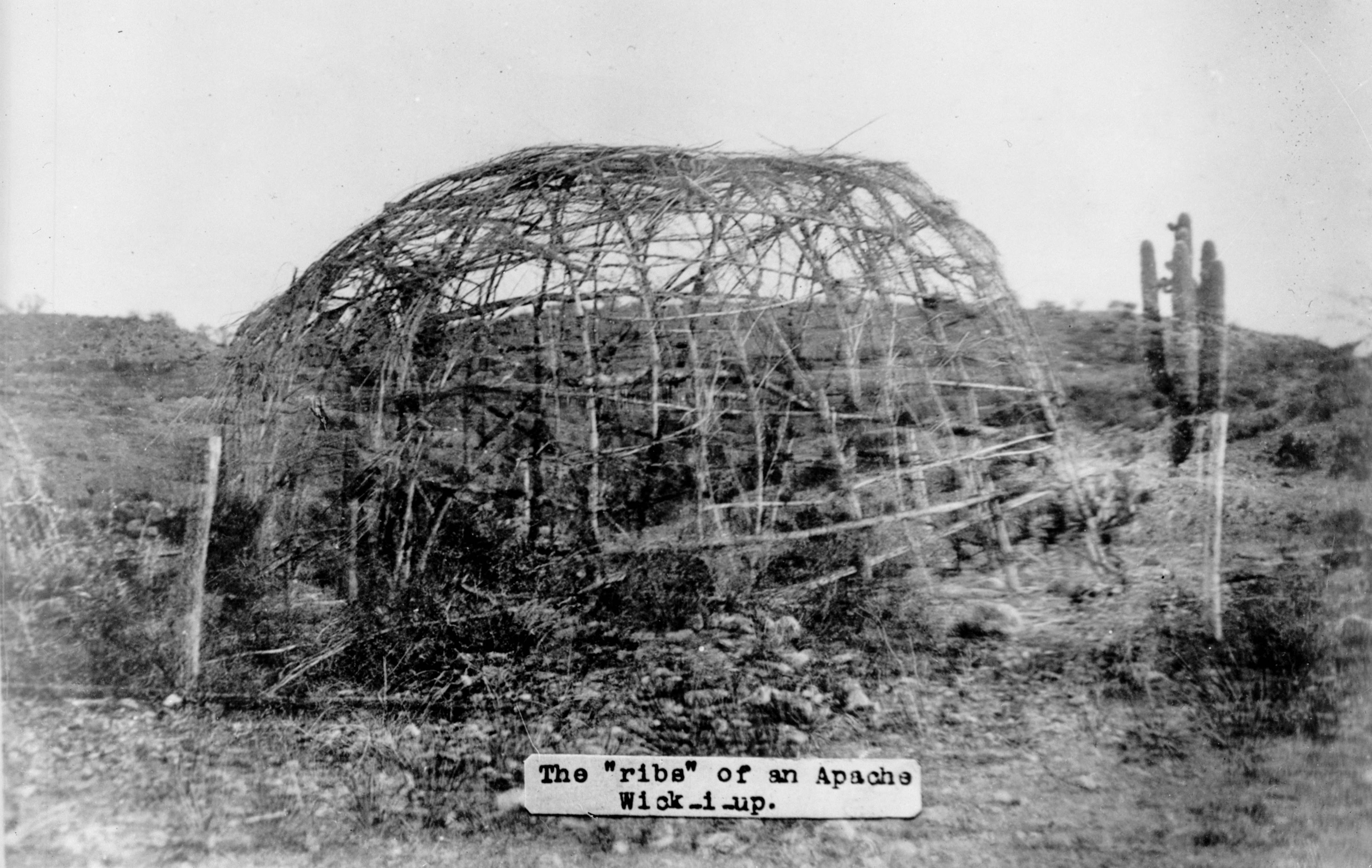
Telaio di un wickiup apache

"La casa in cui vive la famiglia è fabbricata dagli uomini ed è normalmente un'abitazione di sterpi circolare, a forma di cupola, con il pavimento al livello del terreno. È alta otto piedi al centro e approssimativamente sette piedi di diametro. Per costruirla, lunghi pali di legno tenero di quercia o salice sono piantati nel terreno o posti in buche fatte con un bastone da scavo. Questi pali, che formano l'intelaiatura, sono disposti ad intervalli di un piede e sono legati insieme in cima con fili di foglie di yucca. Su di essi è legata con stringhe di yucca una copertura per il tetto di fasci di barbone o di nolina, a mo' di assicelle. Un buco per il fumo si apre sopra un focolare centrale. Una pelle, appesa all'entrata, è fissata su una trave trasversale in modo da poter essere ruotata avanti e indietro. La porta può essere rivolta in qualsiasi direzione. Per l'impermeabilizzazione, pezzi di pelle sono gettati sulla copertura esterna del tetto, e con tempo piovoso, se non è necessario un fuoco, anche il buco per il fumo è coperto. Con tempo caldo, secco, gran parte del tetto esterno è strappata via. Occorrono approssimativamente tre giorni per erigere una solida abitazione di questo tipo. Queste case sono 'calde e confortevoli, anche se c'è molta neve'. L'interno è rivestito di letti di sterpi ed erba sui quali sono stese delle stoffe..."

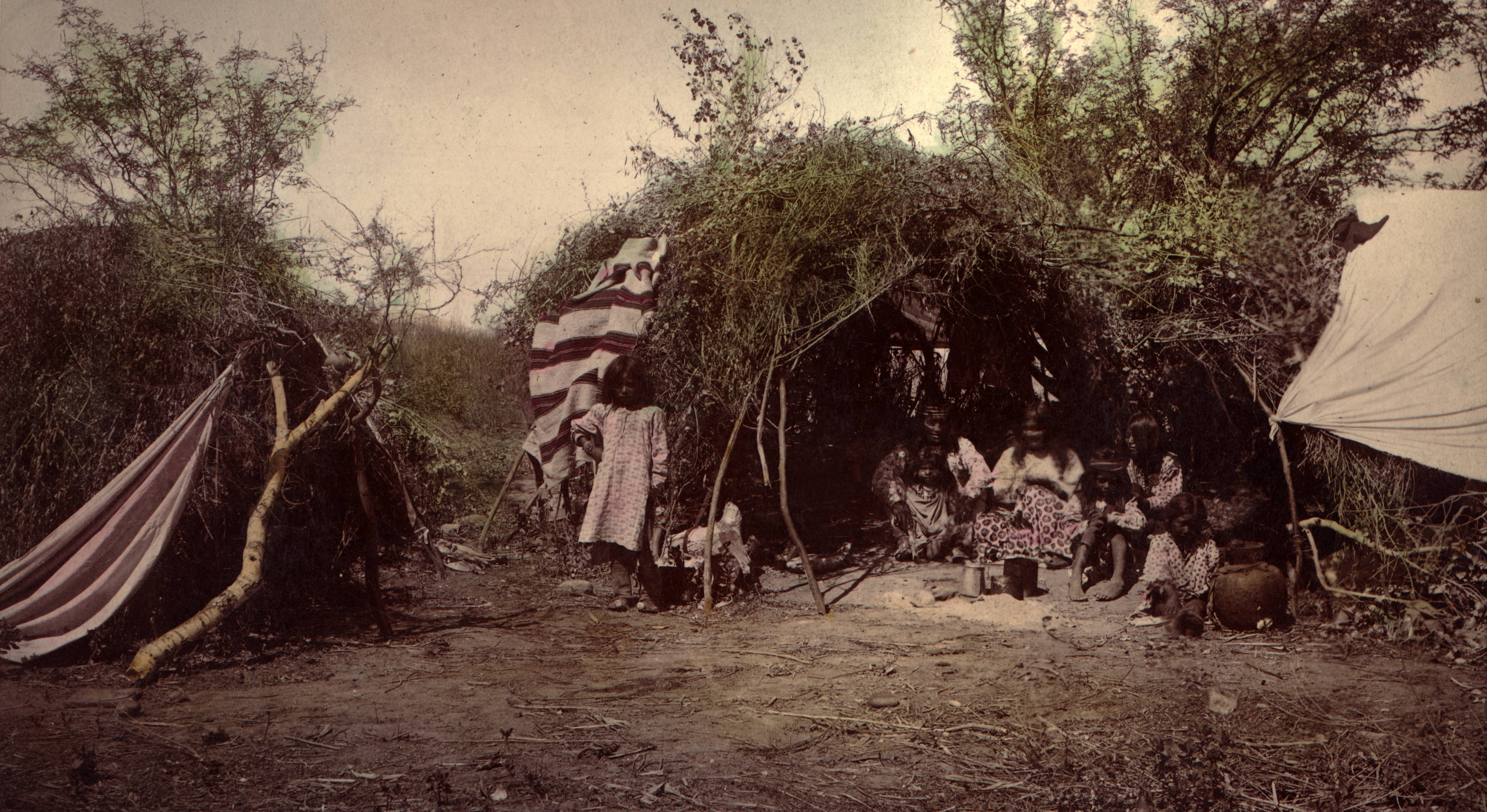
Un uomo di medicina chiricahua con la famiglia in un wickiup

"La donna non fabbrica soltanto le suppellettili della casa ma è responsabile della costruzione, manutenzione e riparazione dell'abitazione stessa e per la sistemazione di tutto in essa. Procura i letti di erba e di sterpi e li sostituisce quando diventano troppo vecchi e secchi... Tuttavia, in passato 'essi non avevano case permanenti, perciò non si preoccupavano di pulire'. L'abitazione a forma di cupola o wickiup, il tipo abituale di casa per tutte le bande chiricahua, è già stato descritto... Diceva un informatore dei Chiricahua centrali:
Sia il tipi sia la casa a forma ovale si usavano quando io ero ragazzo. La capanna ovale era coperta di pelle ed era la casa migliore. I più benestanti ne avevano di questo tipo. Il tipo a tipi era fatto soltanto di sterpi. Aveva un posto per il fuoco al centro. Era semplicemente messa insieme alla meglio. Entrambi i tipi erano comuni anche prima dei miei tempi...
"Una forma di casa che si discostava dalla varietà più comune a forma di cupola è registrata anche per i Chiricahua meridionali:
...Quando ci stabilivamo, usavamo il wickiup; quando ci stavamo spostando molto in giro, usavamo quest'altro tipo..."

## 'Wigwam' in diverse lingue algonchine

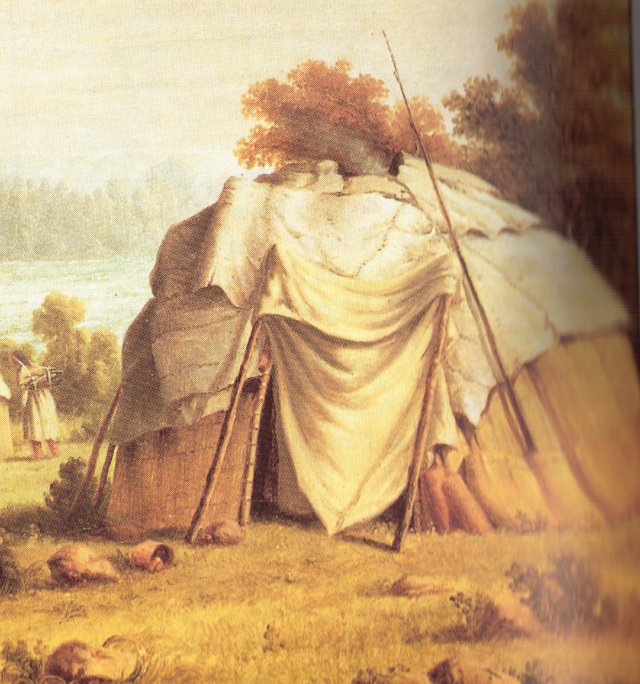
Wigwam ojibwe, da un dipinto del 1846 di Paul Kane

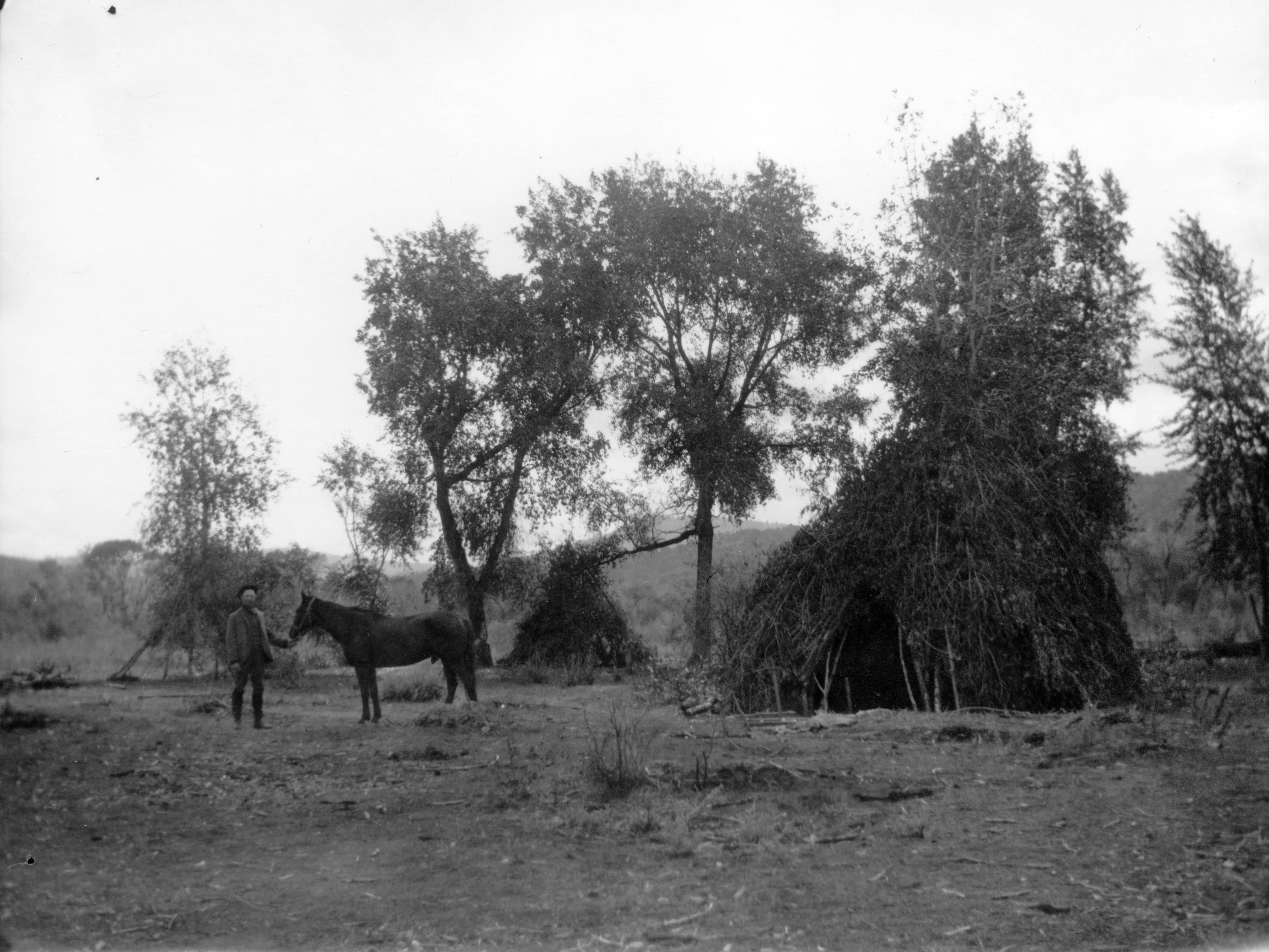
Wickiup ute

La parola inglese wigwam deriva dall'abenaki orientale wigwom, dal protoalgonchino *wi·kiwa·ʔmi. Altre lingue algonchine hanno nomi simili per la struttura:
- wigwôm in abenaki
- wiigiwaam nelle lingue ojibwe; sincopato come wiigwaam
  - wiigiwaam nella lingua altonchina può variare come miigiwaam (con il prefisso nX m- invece del prefisso n3 w-)
- ookóówa nella lingua blackfoot (senza il suffisso del tema possessivo -m)
- mâhëö'o nella lingua cheyenne (con il prefisso nX m- invece del prefisso n3 w- e senza il suffisso del tema possessivo -m)
- wiikiaami nella lingua Miami-Illinois
- wikuom nella lingua mi'kmaq
- ȣichiȣam nella lingua nipmuc
- wikëwam in unami

wickiup (forse una variante di wikiwam senza il suffisso del tema possessivo -m combinato con ap(i) "sit"):
- wiikiyaapi in fox
- mekewāp in cree (con il prefisso nX m- invece del prefisso n3 w-)
- mīciwāhp in montagnais (con il prefisso nX m- invece del prefisso n3 w-)
- wikiop in menominee
- wekeab in saki

## Uso di abitazioni simili in altri luoghi oggi

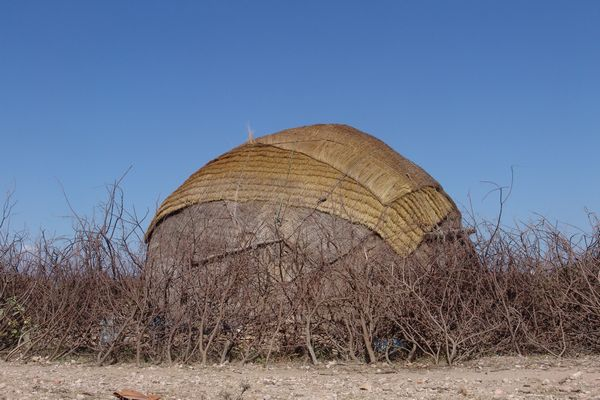
Capanna aqal somala

Costruzioni quasi identiche sono usate dagli odierni popoli somali nomadi nonché dal popolo afar sul Corno d'Africa. Sono chiamate aqal. Spesso pezzi di vecchie stoffe (tradizione) o fogli di plastica, stuoie di erba intrecciate, o qualsiasi materiale sia disponibile sono usate per coprire il tetto dell'aqal. Tende a cupola simili sono utilizzate anche dai Boscimani, dai Nama e da altri popoli indigeni dell'Africa meridionale.

## Voci correlate

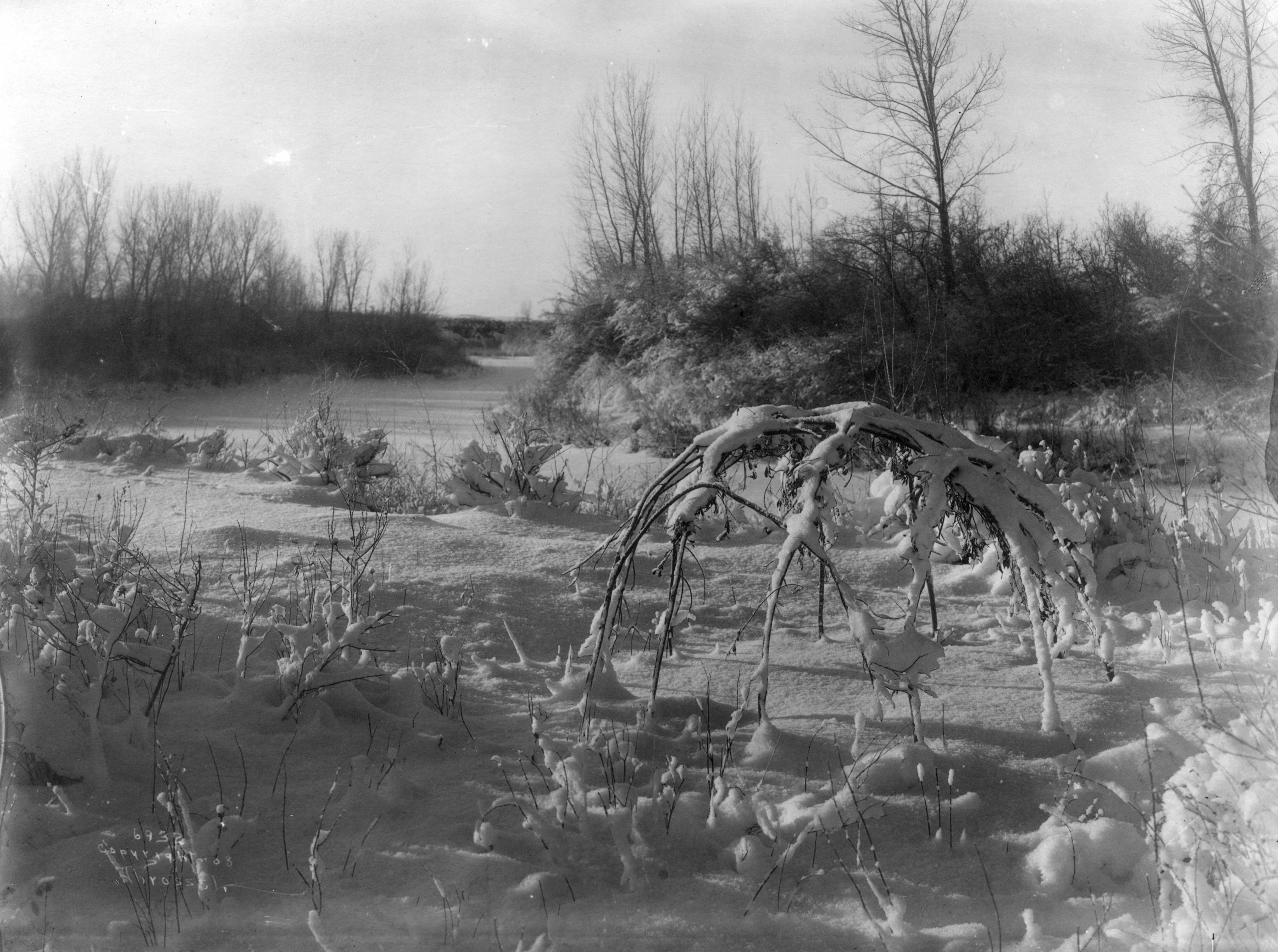
Fotogramma di un wickiup crow nella neve